# Reedsburg (condado de Sauk, Wisconsin)
Reedsburg es un pueblo ubicado en el condado de Sauk en el estado estadounidense de Wisconsin. En el Censo de 2010 tenía una población de 1.293 habitantes y una densidad poblacional de 16,45 personas por km².

## Geografía
Reedsburg se encuentra ubicado en las coordenadas 43°30′30″N 90°0′59″O / 43.50833, -90.01639. Según la Oficina del Censo de los Estados Unidos, Reedsburg tiene una superficie total de 78.62 km², de la cual 77.68 km² corresponden a tierra firme y (1.19%) 0.93 km² es agua.

## Demografía
Según el censo de 2010, había 1.293 personas residiendo en Reedsburg. La densidad de población era de 16,45 hab./km². De los 1.293 habitantes, Reedsburg estaba compuesto por el 98.07% blancos, el 0.31% eran afroamericanos, el 0.23% eran amerindios, el 0.31% eran asiáticos, el 0% eran isleños del Pacífico, el 0.23% eran de otras razas y el 0.85% pertenecían a dos o más razas. Del total de la población el 0.85% eran hispanos o latinos de cualquier raza.